# Brothers and Sisters (음반)
| 전문가 평가                   | 전문가 평가 |
| 평가 점수                     | 평가 점수   |
| 출처                          | 점수        |
| ----------------------------- | ----------- |
| AllMusic                      | [ 1 ]       |
| Creem                         | A−          |
| Encyclopedia of Popular Music | [ 3 ]       |

《Brothers and Sisters》는 미국의 록 밴드 올맨 브라더스 밴드의 네 번째 스튜디오 음반이다. 조니 샌들린과 밴드가 공동 프로듀싱한 이 음반은 1973년 8월, 미국에서 카프리콘 레코드에 의해 발매되었다. 1971년 그룹 리더 듀안 올맨의 사망에 이어, 올맨 브라더스 밴드는 하이브리드 스튜디오/라이브 음반인 《Eat a Peach》 (1972년)를 발매했다. 이후 이 그룹은 조지아주 줄리엣에 있는 농장을 매입해 "그룹 집합소"가 됐다. 그러나 베이시스트 베리 오클리는 듀안의 죽음으로 눈에 띄게 고통받고 있었고, 그는 과음하고 마약을 복용했다. 오클리는 1년 가까이 극심한 우울증을 겪다가 1972년 11월, 친구와 다르지 않은 오토바이 사고로 숨져 오클리가 등장하는 마지막 음반이 되었다.
이 밴드는 피아노에 척 리벨, 베이스에 라마 윌리엄스를 추가하며 계속 연주했다. 《Brothers and Sisters》는 조지아주 메이컨에 있는 카프리콘 사운드 스튜디오에서 3개월에 걸쳐 주로 녹음되었다. 리드 기타리스트인 디키 베츠가 밴드 리더 역할을 맡았고, 그의 많은 작곡은 더 많은 컨트리에서 영감을 받은 사운드를 반영했다. 세션 기타리스트인 레스 두덱와 토미 탈톤은 여러 곡에 참여하였다. 이 음반은 보컬리스트 겸 오르간 연주자 그렉 올맨의 솔로 데뷔작인 《Laid Back》과 동시에 프로듀싱되고 있었으며, 같은 뮤지션과 엔지니어들이 대거 등장한다. 전면 음반 커버에는 드러머 버치 트럭스의 아들인 베일러 트럭스과 그의 아내 린다의 사진이 실려 있다. 뒷면 커버에는 베리 오클리의 딸 브리트니 오클리와 그의 아내 린다의 사진이 실려 있다.
이 음반은 전 세계적으로 7백만 장 이상이 팔리며 5주 동안 빌보드 200의 정상에 올랐다. 〈Ramblin' Man〉은 1973년 빌보드 핫 100에서 2위를 차지하며 밴드의 최초이자 유일한 히트 싱글이 되었다. 이어 아레나 경기장 투어가 이어졌지만 마약 문제, 긴장된 우정, 그룹 멤버들 간의 불통 등으로 얼룩졌다.

## 배경
1971년 리더 듀안 올맨의 사망 직후 올맨 브라더스 밴드는 그들의 가장 큰 음반이 된 하이브리드 스튜디오/라이브 음반인 《Eat a Peach》를 발매했다. 이 음반은 빌보드 200 차트에서 4위로 정점을 찍었다. 그 밴드는 다음 해에 거의 90회의 공연을 펼치며 5부작으로 순회 공연을 했다. 이 밴드는 또한 조지아주 줄리엣에 있는 432 에이커의 땅을 16만 달러에 매입하여 "농장"이라는 별명을 붙였고, 곧 "집단 행락지"가 되었고 베이시스트 베리 오클리의 공동의 꿈을 이루었다. 그러나 오클리는 눈에 띄게 듀안의 죽음으로 고통을 받고 있었다. 그는 과도하게 술을 마시고 마약을 소비했으며, 체중을 빠르게 줄이고 있었다. 친구들과 가족들에 따르면, 그는 듀안의 죽음 이후 "모든 희망, 마음, 추진력, 야망, 그리고 그의 방향"을 잃은 것처럼 보였다. 지방 공연 매니저인 킴 페인은 "듀안이 사망한 날 베리가 승무원, 여성, 어린이 등 모든 사람들을 위해 상상했던 모든 것이 산산조각이 났고, 그는 그 후에도 개의치 않았다"고 말했다.

## 커버 아트
이 커버 아트는 조지아주 줄리엣의 "농장"에서 촬영되었다. 커버 아트에는 트럭스의 아들 베일러가, 뒷면 커버에는 오클리의 딸 브리트니가 등장한다. 게이트폴드 펼침막은 밴드와 그들의 대가족의 사진을 보여준다. 1996년 브리트니 오클리는 "나는 파티, 말에게 맥주를 주는 사람들, 다양한 사람들을 거의 꿈처럼 기억하고 있다"고 말했다. 그녀는 좋은 기억에도 불구하고, 사진이 찍혔을 때, 아버지의 죽음에 "고통스러웠다"고 언급했다. 베일러 트럭스는 나중에 플로리다 주립 대학교에서 공부하기 시작했고 거기서 밴드를 결성했다. 이들은 콘서트를 홍보하기 위해 "Have you seen me lately?(최근 나를 본 적이 있느냐?)"는 자막이 붙은 《Brothers and Sisters》 음반 커버를 인쇄해 전석 매진 사태를 빚기도 했다.

## 곡 목록
| #  | 제목                  | 작사·작곡 | 재생 시간 |
| -- | --------------------- | --------- | --------- |
| 1. | 〈Wasted Words〉      | 그렉 올맨 | 4:20      |
| 2. | 〈Ramblin' Man〉      | 디키 베츠 | 4:48      |
| 3. | 〈Come and Go Blues〉 | 올맨      | 4:54      |
| 4. | 〈Jelly Jelly〉       | 올맨      | 5:46      |

| #  | 제목           | 작사·작곡 | 재생 시간 |
| -- | -------------- | --------- | --------- |
| 1. | 〈Southbound〉 | 베츠      | 5:11      |
| 2. | 〈Jessica〉    | 베츠      | 7:31      |
| 3. | 〈Pony Boy〉   | 베츠      | 5:51      |

## 인증
| 국가                       | 인증     | 판매량/출하량 |
| -------------------------- | -------- | ------------- |
| 미국 (RIAA)                | 플래티넘 | 1,000,000^    |
| ^출하량을 기반으로 한 인증 |          |               |